# Acanthurus nigricans
Acanthurus nigricans là một loài cá biển thuộc chi Acanthurus trong họ Cá đuôi gai. Loài cá này được mô tả lần đầu tiên vào năm 1758.

## Từ nguyên
Tính từ định danh của loài cá này, nigricans, trong tiếng Latinh có nghĩa là "đen", ám chỉ cơ thể của chúng có màu đen hoặc xanh đen.

## Phạm vi phân bố và môi trường sống
A. nigricans có phạm vi phân bố thưa thớt ở Đông Ấn Độ Dương và Đông Thái Bình Dương, nhưng xuất hiện rộng rãi ở Tây và Trung Thái Bình Dương.
Ở Ấn Độ Dương, A. nigricans chỉ được ghi nhận tại quần đảo Cocos (Keeling) và đảo Giáng Sinh (Úc), cũng như vùng biển ngoài khơi Tây Úc và Diego Garcia (thuộc quần đảo Chagos); còn ở Tây Thái Bình Dương, A. nigricans được phân bố rộng khắp vùng biển các nước Đông Nam Á và hầu hết các đảo quốc thuộc châu Đại Dương, xa nhất ở phía đông đến quần đảo Australes (Polynésie thuộc Pháp, trừ đảo Rapa Iti), ngược lên phía bắc đến vùng biển phía nam Nhật Bản và quần đảo Hawaii, giới hạn phía nam đến bờ đông Úc (gồm cả rạn san hô Great Barrier); ở Đông Thái Bình Dương, A. nigricans được ghi nhận ở ngoài khơi phía nam bán đảo Baja California, dọc theo bờ biển México xuống đến Costa Rica và Ecuador, bao gồm tất cả các quần đảo ngoài khơi (quần đảo Revillagigedo, đảo Cocos, quần đảo Galápagos).
Ở Việt Nam, A. nigricans được ghi nhận tại vịnh Vân Phong, vịnh Nha Trang (Khánh Hòa) và quần đảo Trường Sa; cũng như tại quần đảo Hoàng Sa và đảo Lý Sơn (Quảng Ngãi).
A. nigricans sống tập trung trên các rạn san hô viền bờ và trong đầm phá ở độ sâu đến ít nhất là 67 m.

## Mô tả

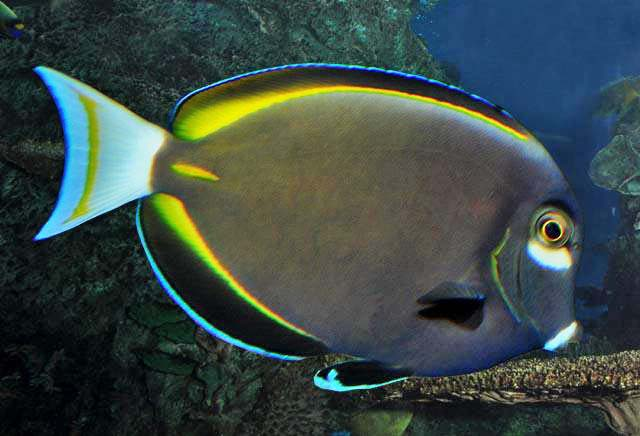
A. nigricans

Chiều dài cơ thể lớn nhất được ghi nhận ở A. nigricans là 22,6 cm. Loài cá này có một mảnh xương nhọn màu vàng chĩa ra ở mỗi bên cuống đuôi, tạo thành ngạnh sắc. Cơ thể hình bầu dục thuôn dài, có màu đen phủ khắp cơ thể và trên các vây, trừ vây đuôi có màu trắng. Có một vệt màu trắng bên dưới mắt và một vòng trắng bao quanh miệng. Các dải màu vàng nổi bật ở gốc vây lưng và vây hậu môn, cũng như một sọc hẹp màu vàng ở gần rìa sau của vây đuôi. Đuôi cụt. Các vây (trừ đuôi) đều có dải viền màu xanh ánh kim ở rìa.
A. nigricans khá giống với loài chị em là Acanthurus japonicus từ màu sắc cho đến hình dáng. Khác biệt giữa hai loài này dễ nhận thấy nhất chính là A. japonicus có dải màu trắng kéo dài từ bên dưới của mắt đến môi và thêm một dải màu cam ở cận rìa, trong khi A. nigricans không có những điểm này.
Số gai ở vây lưng: 9; Số tia vây ở vây lưng: 28–31; Số gai ở vây hậu môn: 3; Số tia vây ở vây hậu môn: 26–29; Số tia vây ở vây ngực: 16; Số gai ở vây bụng: 1; Số tia vây ở vây bụng: 5; Số lược mang: 17–19.

## Sinh thái học
A. nigricans sống đơn lẻ hoặc hợp thành đàn, và là loài có tính lãnh thổ. Thức ăn của chúng là tảo.
Tuổi thọ cao nhất được ghi nhận ở A. nigricans là 34 năm tuổi.

### Lai với các loài chị em
Acanthurus achilles, A. japonicus, Acanthurus leucosternon và A. nigricans là 4 loài chị em với nhau, được xếp vào nhóm phức hợp loài A. nigricans (còn được gọi là phức hợp loài A. achilles). Trong 4 loài kể trên, A. nigricans là loài có phạm vi phân bố rộng nhất, chồng lấn lên tất cả phạm vi phân bố của 3 loài còn lại. Chính vì vậy, A. nigricans thường tạp giao với chúng.
- A. nigricans × A. achilles: được ghi nhận tại quần đảo Marshall và Kosrae, quần đảo Caroline. A. rackliffei, một loài được phát hiện tại đảo san hô Orona (quần đảo Phoenix), được nghĩ là con lai của hai loài này.[13]
- A. nigricans × A. japonicus: được ghi nhận tại phía nam Nhật Bản, Guam (quần đảo Mariana) và đảo Đài Loan.
- A. nigricans × A. leucosternon: được ghi nhận tại quần đảo Cocos (Keeling), đảo Giáng Sinh và Bali, Indonesia.

## Thương mại
A. nigricans được đánh bắt nhằm mục đích thương mại cá cảnh với giá dao động từ 34 đến 99 USD một con tùy theo kích cỡ.